# 米倫山脈
72°20′S 166°15′E / 72.333°S 166.250°E
米倫山脈（英語：Millen Range）是南極洲的山脈，位於維多利亞地的博克格雷溫克海岸，處於製圖師山脈以西，其中包括勒庫特峰、赫德峰、瑟克峰、格萊斯峰、圖雷特峰、克羅斯卡特峰和奧拉基山，由新西蘭探險隊命名，現時由南極條約體系管理。